# 憂い顔の童子
『憂い顔の童子』(うれいがおのどうじ)は、2002年に講談社から出版された大江健三郎の長編小説である。『取り替え子（チェンジリング）』から始まる「おかしな二人組」三部作の二作目である。
「憂い顔の騎士」の別名を持つセルバンテス『ドン・キホーテ』のパロディーであり、エピグラフに牛島信明の訳による一節がひかれている。
─Yo sé quién soy─respondiódon Qui jote─; /
「わしは自分が何者であるか、よく存じておる 」と、ドン・キホーテが答えた 。/
（ Editorial Castalia版/牛島信明訳 ）

## あらすじ
前作『取り替え子（チェンジリング）』で主人公の老作家、長江古義人の妻の千樫はベルリンに行ってしまった。老母が亡くなり、古義人は故郷の四国の森の谷間の村の「十畳敷」の土地を相続する。古義人は知的障害を持つ長男アカリ、アメリカ人の長江文学の研究者で古義人の小説の背景を取材して博士論文を仕上げようとしている女性ローズさんと共に故郷に帰る。
古義人は土地の伝承を取材して「童子」の小説を書こうと考えている。「童子」とは古義人の故郷の村が一揆などの危機に見舞われると森の中から現れて解決に働く神話的存在である。「童子」の小説は古義人の亡くなった母が、古義人が長年の作家活動で「これまでさんざん書いてきたウソの山に埋もれそうになって」いるなかで、最後に「ウソの山のアリジゴクの穴から、これは本当のことやと、紙を一枚差し出して見せる」ものとして期待をかけていたものである。
古義人とローズさんは、地元の寺などを訪ねて取材を始める。また請われて地元の中学校の課外授業の講師を勤めたりもする。古義人はかつて国際的な文学賞を受賞した際に贈られるはずだった文化勲章を辞退しており、そのことで右翼から批判され、保守的な土地柄の地元との折り合いも良くない。学校の教師、地方新聞の記者、地方議会議員などの地元の人々との衝突を繰り返す。ローズさんはドン・キホーテの熱心な読者であり、古義人の大立ち回りをドン・キホーテになぞらえて解釈する。
取材活動のなかで知り合った「三島神社」の神官・真木彦は郷土史の研究者であり、森の谷間の村を舞台にした古義人の諸作にも通じているが、彼もまた古義人に良い感情を持っているわけではない。真木彦とローズさんは結婚するが、これは真木彦の古義人への対抗意識からの行動で直ぐに破局する。
古義人の大学の同窓で元広告代理店勤務の黒野が古義人に接触してくる。古義人と黒野はかつて「若いニホンの会」で60年安保反対の活動を共にしていた。黒野は古義人をホテル業を営む田部夫人にひきあわせる。田部夫人は新趣向のリゾート施設を運営しており古義人を「シニア世代の知的再活性化セミナー 」の講師に迎える。しかし、面会を重ねるなか、ある時、田部夫妻ははローズさんと真木彦の房事を笑い話として話して彼女を侮辱し、古義人と決裂する。
セミナーの企画は潰えるが、そこで面識のできた織田医師、麻井、津田、そして黒野らとともに古義人は「老いたるニホンの会」を結成し、パフォーマンスとして「我が青春のジグザグデモ」を再現する。真木彦らが扮する機動隊によって行進を妨害された古義人は頭を打って人事不省となる。
昏睡状態で病院に横たわる古義人はにローズさんが呼びかける。「コギト、コギト、目をさまして、あの小説を書こう。森の奥に、とても巨大で複雑な機関のような夢を見る人が、横たわっている小説。「童子」たちは、森の夢を見る人から発して世界に出て行き、また森に戻って来る。永遠にそれは続く…」「コギト、コギト、さあ、目をさまして！自分はもう老人だと、あなたは幾度もいったけれど、目をさましてこちら側に戻って来れば、私は「新しい人」だと思う。」
昏睡状態の夢の中で古義人は少年時代に川にウグイの巣を見に行って溺れかけた記憶を思い出す。ウグイの巣のなかを覗くと数十のウグイの目に「童子」が写っている。それに魅入られているうちに頭が岩に挟まれてしまう。何者かが岩に挟まれた古義人を引っ張り出して救い出した。それは母親だったのだった。そのことに古義人は夢の中で気づき涙を流す。

## 登場人物
長江古義人
国際的に名を知られている日本の老作家。「童子」の伝承を取材するために帰郷する。
ローズさん
アメリカ人の日本文学研究者。長江文学のモノグラフを執筆しようとしている。
アサ
古義人の故郷の村に住む古義人の妹。
動(あよ)
長江家の血筋のティーンエイジャー。「山寺」の跡取り。アサの手配で古義人の世話をする。
真木彦
大学院を中退して地元の三島神社の神職を継いだ三十代の男性。郷土史を研究している。ローズさんと結婚するがすぐに離婚する。
松男さん
地元の寺、不識寺の住職。
田部夫人
「田部コンツェルン」で新趣向のリゾート施設を経営。古義人を「シニア世代の知的再活性化セミナー 」の講師に迎えるが、ローズさんを侮辱して古義人とは決裂する。
黒野
古義人とは大学の同窓。広告代理店に勤めていた。古義人と「若いニホンの会 」で面識があった。古義人を田部夫人に引き合わせる。古義人と「老いたるニホンの会 」を結成する。
織田医師
「田部コンツェルン」のリゾート施設のお抱え医師。真木彦と別れたローズさんと良い仲になる。古義人と「老いたるニホンの会 」を結成する。